# Música latina
Música latina es un término usado por la industria musical para categorizar diversos estilos musicales de Iberoamérica, que abarca América Latina, España, Portugal, y la población latinoamericana de Canadá y Estados Unidos, así como música que se canta en español o portugués. También puede incluir estilos musicales de otros territorios donde se genera música en español y portugués.

## Origen del término
El término "música latina" tiene su origen en los Estados Unidos en la década de 1950 debido a la creciente influencia de los latinoamericanos en el mercado musical estadounidense. Debido a que la mayoría de los inmigrantes latinoamericanos que vivían en la ciudad de Nueva York en la década de 1950 eran de ascendencia cubana o puertorriqueña, la "música latina" fue estereotipada como música proveniente del Caribe hispanohablante.

## Historia

### Orígenes

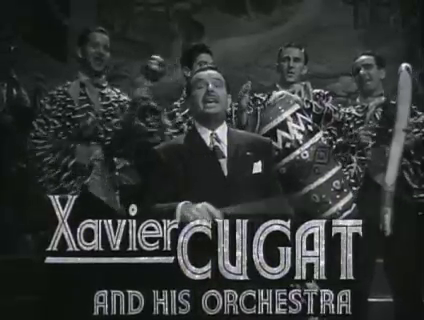
Xavier Cugat (1944)

El español Xavier Cugat popularizó los ritmos y la música de América Latina en el público de los Estados Unidos a través de sus diversas bandas durante las décadas de 1930 y 1940. La propaganda para la "Política de buena vecindad" de los Estados Unidos (destinada a  convencer a los estadounidenses de los beneficios de las relaciones de EEUU con los países de América Latina), el uso en películas de Hollywood y el poco involucramiento de los países de América Latina en la Segunda Guerra Mundial hizo que la popularidad de la "música latina" aumentara en las décadas de 1940 y 1950. El bolero, el chachachá, la ranchera y el mambo fueron populares en aquellos años. Músicos como el cubano Pérez Prado, el estadounidense, de ascendencia mexicana, Andy Russell o el estadounidense, de ascendencia puertorriqueña, Tito Puente destacaron durante la década de 1950.

### Décadas de 1960, 1970 y 1980
A principios de la década de 1960 el bossa nova, de origen brasileño, se hizo popular. Con el auge del rock, los artistas latinoamericanos, o de ascendencia latinoamericana, en Estados Unidos empezaron a experimentar nuevos estilos. Uno de los más destacados dentro de este grupo fue el mexicano Carlos Santana. Durante la década de 1970, la salsa se convirtió en el género tropical dominante gracias al sello discográfico estadounidense Fania Records que popularizó la música del panameño Rubén Blades, el puertorriqueño Héctor Lavoe y la cubana Celia Cruz. La balada romántica, a mediados y finales de la década de 1970, hizo presencia en el mercado musical estadounidense con cantantes como los españoles Julio Iglesias, Raphael o Camilo Sesto. Durante la década de 1980, la balada romántica fue dominante con cantantes como el mexicano Juan Gabriel, el brasileño Roberto Carlos o el  venezolano José Luis Rodríguez. La música salsa perdió algo de tracción y su estilo musical cambió a un ritmo más lento con más énfasis en las letras románticas. Esto se conoció como la era de la salsa romántica.

### Década de 1990
La música tejana o música tex-mex se convirtió en el género más prominente y se convirtió en uno de los géneros musicales de más rápido crecimiento en los Estados Unidos. El 10 de enero de 1990, EMI Latin compró Cara Records de Bob Grever, comenzando la edad de oro de la música tejana. El crecimiento de la música tejana se disparó, el género convirtió a las emisoras de radio en emisoras de música tejana, lo que atrajo la atención de los sellos discográficos de todo Estados Unidos, que estaban ansiosos por ampliar sus listas. Los periodistas suelen considerar que su auge terminó el 31 de marzo de 1995, cuando la estadounidense de ascendencia mexicana Selena fue asesinada a tiros. A mediados de la década de 1990, la música tejana fue sustituida por el pop latino como género musical latino dominante en Estados Unidos.